# Zaadplanten
Zaadplanten of Spermatofyta (ook wel fanerogamen of Phanerogamae) zijn heterospore vaatplanten die gekenmerkt worden door het bezit van zaadknoppen. De geslachtelijke voortplanting van zaadplanten gebeurt via zaden, die ontstaan uit bevruchte zaadknoppen. De zaden kunnen samen met de vruchtbladen vergroeid zijn tot vruchten, eventueel met verdere delen van de moederplant tot schijnvruchten.
De zaadplanten kunnen behandeld worden in de rang van stam (phylum) of superstam, onder de naam Spermatophyta. Heukels' Flora van Nederland behandelt ze in de rang van klasse (classis), onder de naam Spermatopsida.

## Kenmerken
De zaadplanten hebben een bouwplan met drie hoofdorganen: wortel, stengel en blad. Alle delen van een zaadplant zijn hieruit afgeleid te denken en in de loop van de evolutie hieruit ontstaan. Zo zijn bloemdelen alle af te leiden van bladen en stengels. Ranken kunnen zijn afgeleid van een blad (bladranken) of van een stengel (stengelranken). Doornen zijn ook of van een blad, of van een stengel afleidbaar (bladdoornen, respectievelijk takdoornen). Soms zijn plantendelen niet van een van de hoofdorganen af te leiden. Deze worden dan emergenties genoemd. Een voorbeeld daarvan zijn de scherpe uitsteeksels die bij rozen voorkomen en ontstaan zijn uit de epidermis. Deze emergenties zijn stekels, geen doornen.
In de levenscyclus van de zaadplanten doorloopt de plant een vegetatieve en (meestal) een generatieve fase. In de vegetatieve fase bestaat een plant uit één of meer stengels met bladeren en wortels. Bladeren of wortels kunnen echter ontbreken. De stengel kan zeer gedrongen zijn en een bladrozet vormen. Mistletoe (maretak) heeft geen wortels, maar haustoria. Bij cactussen zijn er soorten, die geen bladeren hebben, of sterk gereduceerde bladeren.
In de generatieve fase heeft de plant naast een stengel, bladeren en wortels ook voortplantingsorganen als kegels (strobuli) en bloemen. In de afrijpingsfase zitten er zaden, eventueel in vruchten, aan de plant

## Levenscyclus
De levenscyclus van zaadplanten loopt van zaad tot zaad.:p.85-96. De levenscyclus van de hogere plant.
Zaden vormen de belangrijkste diasporen van de zaadplanten (naaktzadigen en bedektzadigen, die ook vruchten kunnen vormen). De verspreiding van zaden en van eenzadige vruchten (disseminatie) begint met het verlaten van de moederplant.
Na een eventuele rusttoestand kiemt het zaad en groeit het uit, terend op zijn reservestoffen, tot een kiemplant met een spruit en een worteltje. In het hierop volgende jeugdstadium ontwikkelen zich stengels, bladeren en wortels, gaat de plant water en voedsel opnemen en fotosynthetiseren.
Na een gewoonlijk sterke groei wordt het voortplantingsstadium bereikt, en kan het zich vegetatief en/of generatief vermeerderen.
Bij monocarpische planten (hapaxanten) luidt de zaadvorming het afsterven van de plant in. Planten die meerdere malen kunnen bloeien en vruchtzetten zijn de overblijvende of polycarpische planten, ook wel pollakanten. Deze overblijvende planten kunnen zich veelal goed vegetatief vermeerderen. Het leven van dergelijke planten is echter bij veel soorten niet onbeperkt door verouderingsverschijnselen.

### Bestuiving
De geslachtsorganen bij zaadplanten zijn de meeldraden (mannelijk) en de zaadknoppen (vrouwelijk). De meeldraden produceren het stuifmeel, dat op een of andere wijze terecht moet komen bij de zaadknoppen, die zich bij bloemplanten bevinden in de stampers (bestaande uit vruchtbeginsel, stijl en stempel).
Het stuifmeel kan op verschillende wijzen op de stempel terechtkomen. Er worden 3 vormen van bestuiving onderscheiden:
- zelfbestuiving: het stuifmeel valt op de stempel van dezelfde bloem
  - als de bloem zich daarbij niet opent, spreekt men van cleistogamie
- buurbestuiving: het stuifmeel valt op de stempel van een andere bloem van dezelfde plant
- kruisbestuiving: het stuifmeel valt op de stempel van een bloem van een andere plant

Bij sommige soorten is er geen bestuiving nodig om toch rijp zaad op te leveren.

## Taxonomie
De zaadplanten zijn een natuurlijke groep planten die zowel traditioneel als volgens de laatste inzichten onderverdeeld worden in de naaktzadigen (Gymnospermae) en de bedektzadigen (Angiospermae of, in APG II-terminologie, angiosperms).
| - Embryophyta (landplanten) - Stam Marchantiophyta (Stotler & Crandall-Stotler 1977) (→ mossen s.l., bryofyten) - - Stam Bryophyta (Schimper 1836) (→ mossen s.l., bryofyten) - - Stam Anthocerotophyta (Stotler & Crandall-Stotler 1977) (→ mossen s.l., bryofyten) - Tracheophyta, vaatplanten - † Rhyniophyta (Banks 1975) - - - † Stam Zosterophyllophyta (Banks 1975) - Stam Lycopodophyta (Cronquist & al. 1966) - - † Stam Trimerophytophyta (Banks 1975) - Euphyllophyta (Kenrick & Crane 1997) - † Klasse Cladoxylidopsida - - † Klasse Coenopteridopsida - - Stam Pteridophyta (Schimper 1879), varens - Lignophyta - † Orde Aneurophytales - - - † Orde Protopityales - † Orde Archaeopteridales - Spermatophyta, zaadplanten - † Klasse Lyginopteridopsida - - † Klasse Medullosopsida - - † Klasse Callistophytopsida - - Klasse Cycadopsida - - † Klasse Peltaspermopsida - - - Stam Ginkgophyta - - Stam Gnetophyta - Stam Coniferophyta - - - † Klasse Caytoniopsida - † Stam Cycadeoidophyta - Stam Angiospermophyta (Berry 1915), bedektzadigen - basale 'angiosperms' - - 'magnoliids', magnoliiden (Magnoliopsida) - - Monocotyledoneae ('monocots') - Dicotyledoneae ('eudicots') |
| een polyfyletische groep → wordt ook gerekend tot polyfyletisch groep |